# إدوين ألبرت لينك
إدوين ألبرت لينك (بالإنجليزية: Edwin Albert Link)‏ هو مخترع وطيار أمريكي، ولد في 26 يوليو 1904 في إنديانا في الولايات المتحدة، وتوفي في 7 سبتمبر 1981 في بينغامتون في الولايات المتحدة.